# 晉朝大司馬、大將軍列表
《晉書·志第十四·職官》：「大司馬，古官也。漢制以冠大將軍、驃騎、車騎之上，以代太尉之職，故恆與太尉迭置，不並列。及魏有太尉，而大司馬、大將軍各自為官，位在三司上。」又言：「大將軍，古官也。漢武帝置，冠以大司馬名，為崇重之職。及漢東京，大將軍不常置，為之者皆擅朝權。至景帝為大將軍，亦受非常之任。後以叔父孚為太尉，奏改大將軍在太尉下。及晉受命，猶依其制，位次三司下，後復舊，在三司上。太康元年，琅邪王伷遷大將軍，復製在三司下，伷薨後如舊。」今據《晉書》諸《帝紀》作此表，在位年數不足一年者，按一年計算。

## 大司馬
《晉書·卷三·帝紀第三·世祖武帝》載：「（泰始元年十二月丙寅）……以驃騎將軍石苞為大司馬，封樂陵公……」
| 序次                       | 爵位       | 姓名     | 在位年數 | 在位時間     | 皇帝                            |
| 晉朝大司馬（265年－420年） |            |          |          |              |                                 |
| 1                          | 樂陵武公   | 石苞     | 3年      | 265年－268年 | 晉武帝                          |
| 2                          | 義陽成王   | 司馬望   | 3年      | 268年－271年 | 晉武帝                          |
| 3                          | 高平武公   | 陳騫     | 5年      | 277年－282年 | 晉武帝                          |
| 4                          | 齊獻王     | 司馬攸   | 1年      | 282年－283年 | 晉武帝                          |
| 5                          | 汝南文成王 | 司馬亮   | 2年      | 289年－291年 | 晉武帝 晉惠帝                   |
| 6                          | 齊武閔王   | 司馬冏   | 1年      | 301年－302年 | 晉惠帝                          |
| 7                          | 博陵郡公   | 王浚     | 1年      | 311年－312年 | 晉懷帝                          |
| 8                          | 南陽王     | 司馬保   | 1年      | 312年－313年 | 晉愍帝                          |
| 9                          | 始興文獻公 | 王導     | 1年      | 326年        | 晉成帝                          |
| 贈                         | 長沙桓公   | 陶侃     | －       | 334年贈      |                                 |
| 10                         | 始興文獻公 | 王導     | 1年      | 335年        | 晉成帝                          |
| 11                         | 南郡宣武公 | 桓溫     | 10年     | 363年－373年 | 晉哀帝 晉廢帝 晉簡文帝 晉孝武帝 |
| 12                         | 琅邪王     | 司馬德文 | 13年     | 405年－418年 | 晉安帝                          |

## 大將軍
《晉書·卷三十五·列傳第五·陳騫 裴秀》載：「武帝受禪，以（陳騫）佐命之勳，進車騎將軍，封高平郡公，遷侍中、大將軍，出為都督揚州諸軍事，餘如故，假黃鉞。」
| 序次                       | 爵位       | 姓名   | 在位年數 | 在位時間     | 皇帝                     |
| 晉朝大將軍（265年－420年） |            |        |          |              |                          |
| 1                          | 高平武公   | 陳騫   | 9年      | 265年－274年 | 晉武帝                   |
| 2                          | 琅邪武王   | 司馬伷 | 1年      | 282年－283年 | 晉武帝                   |
| 3                          | 秦獻王     | 司馬柬 | 1年      | 291年        | 晉惠帝                   |
| 4                          | 成都王     | 司馬穎 | 3年      | 301年－304年 | 晉惠帝                   |
| 5                          | 吳敬王     | 司馬晏 | 4年      | 307年－311年 | 晉懷帝                   |
| 6                          | 東平郡公   | 苟晞   | 1年      | 311年        | 晉懷帝                   |
| 7                          | 廣武愍侯   | 劉琨   | 1年      | 314年－315年 | 晉愍帝                   |
| 8                          | 漢安侯     | 王敦   | 5年      | 317年－322年 | 晉元帝                   |
| 贈                         | 遼東襄公   | 慕容廆 | －       | 333年贈      |                          |
| 9                          | 西平文公   | 張駿   | 12年     | 334年－346年 | 晉成帝                   |
| 10                         | 燕文明王   | 慕容皝 | 7年      | 341年－348年 | 晉成帝 晉穆帝            |
| 11                         | 西平敬烈公 | 張重華 | 2年      | 347年－349年 | 晉穆帝                   |
| 12                         | 燕王       | 慕容儁 | 3年      | 349年－352年 | 晉穆帝                   |
| 13                         | 西平敬悼公 | 張玄靚 | 8年      | 355年－363年 | 晉穆帝 晉哀帝            |
| 14                         | 西平悼公   | 張天錫 | 13年     | 363年－376年 | 晉廢帝 晉簡文帝 晉孝武帝 |
| 15                         | 武陵忠敬王 | 司馬遵 | 1年      | 404年        | 晉安帝                   |